# Instituto de Historia de Ucrania
El Instituto de Historia de Ucrania es un instituto de investigación de Ucrania que forma parte del departamento de historia, filosofía y derecho de la Academia Nacional de Ciencias de Ucrania y estudia un amplio espectro de problemas de la historia de Ucrania. El instituto tiene su sede en Kiev.

## Historia
El instituto fue creado por decisión del Comité Central del Partido Comunista de Ucrania (Unión Soviética) el 23 de julio de 1936, y del Presidium de la Academia de Ciencias de la RSS de Ucrania el 27 de julio de 1936, sobre la base de varios departamentos y comisiones de la academia y de la Asociación Panucraniana de Institutos Marx-Lenin (VUAMLIN).
Originalmente constaba de tres departamentos: historia de Ucrania en la época del feudalismo, historia de Ucrania en la época del capitalismo y el imperialismo, e historia de Ucrania en el periodo soviético.
Tras la anexión soviética de Polonia oriental durante la Segunda Guerra Mundial, en Lviv, Ucrania occidental, se estableció una sucursal del instituto, que fue dirigida por Ivan Krypiakevych. Después de la guerra, en 1946, la sucursal fue liquidada. En 1951, la sucursal de Lviv fue reactivada como parte del Instituto de Estudios Sociales de la Academia de Ciencias de la URSS (hoy conocido como Instituto de Estudios Ucranianos Krypiakevych de la NASU).
Durante la Segunda Guerra Mundial, el instituto fue evacuado a Ufa, ASSR de Bashkir, donde junto con el Instituto de Arqueología de la AS de la URSS se convirtió en un departamento de historia y arqueología del Instituto de Estudios Sociales de la AS de la URSS. Regresó a Kiev el 25 de marzo de 1944. El 17 de julio de 1944 el instituto se reconstituyó con cuatro departamentos: historia del feudalismo, historia del capitalismo, historia del período soviético, historia de la arqueografía.En 1945, el Instituto de Historia de Ucrania contaba con una plantilla de 13 científicos, entre ellos 3 doctores en ciencias y 7 candidatos en ciencias.
El 9 de junio de 1944, el Comité de toda la Unión en asuntos de la Escuela Superior confirmó su decisión anterior a la guerra de conceder al consejo de la facultad del instituto el derecho de aceptar para su revisión las disertaciones de los candidatos y conceder sobre la base de la defensa de la tesis el título de candidato en ciencias históricas especializado en "Historia de Ucrania" e "Historia de la URSS". En 1950 el instituto contaba con ocho departamentos: historia del feudalismo, historia del capitalismo, historia de la sociedad soviética, historia militar, historia de los países de la democracia popular (marxismo-leninismo), historiografía y fondos históricos, historia mundial y relaciones internacionales, arqueografía.
En el espíritu de las directrices del Comité Central del Partido Comunista de Ucrania de 1947, se preparó un libro de dos volúmenes "Historia de la RSS de Ucrania" (1953-1957). En relación con la celebración del 300 aniversario de la anexión de Ucrania al estado ruso se preparó una colección de documentos "La Unión de Ucrania con Rusia" (en ruso: Воссоединение Украины с Россией, Moscú, 1953), textos escritos a la monografía colectiva "la Guerra de Liberación de 1648-1654 y la unión de Ucrania con Rusia" (Kiev, 1954). Desde 1955 el instituto contaba con seis departamentos historia de la sociedad soviética, historia del capitalismo, historia del feudalismo, historia de los países de democracia popular, historia mundial y relaciones internacionales, arqueografía. En 1960, el departamento de historia de la sociedad soviética se dividió en dos: historia de la Gran Revolución Socialista de Octubre y de la guerra civil e historia del desarrollo socialista y comunista.

### Crítica de 1944
El 17 de mayo de 1944, Fedir Yenevych, director de la rama ucraniana del Instituto Marx-Engels-Lenin del Comité Central del Partido Comunista de Toda la Unión (bolcheviques), escribió un memorándum "sobre las deficiencias en el trabajo del Instituto de Historia de Ucrania de la AS de la URSS". En la institución fueron arrojados existencias de defectos importantes o elucidación inadecuada de ciertas cuestiones problemáticas
- Completamente no destacó la historia política antes de los tiempos de Kyivan Rus;
- En desorden destacó la cuestión de la aparición y formación de la nación ucraniana;
- Algunos historiadores se adhieren a una afirmación falsa sobre la "anexión de Galitzia por Polonia";
- Los historiadores utilizan una terminología inexacta, como la 1ª, 2ª y 3ª partición de Polonia (esta terminología "vieja, gastada y completamente inexacta" debe cambiarse por una nueva y científica; el uso de terminología anticuada hace el juego a los líderes del gobierno de la emigración polaca, como el general Władysław Sikorski, que declaró que la Unión Soviética continúa la política de Catalina la Grande y llevó a cabo la 4ª partición de Polonia);
- El Estado cosaco ucraniano de los siglos XVI-XVII (Hetmanato cosaco) se caracteriza de forma unilateral, los historiadores no siguen las instrucciones de Friedrich Engels de que "la tendencia a la creación de estados nacionales, que actúa de forma más clara y consciente, es una de las palancas más significativas del progreso en la Edad Media" y no revelaron los motivos internos (políticos, económicos y culturales) del surgimiento del Estado cosaco ucraniano; no destacaron que el surgimiento del Estado cosaco ucraniano en aquellos días fue un paso adelante progresivo en comparación con los anteriores acuerdos estatales lituanos y polacos en Ucrania;
- Destacó de forma unilateral la razón de la anexión de Ucrania a Rusia (el zardozgo moscovita), el acta de 1654 (los Artículos de marzo de 1654) no fue "el comienzo de la unión de las naciones ucraniana y rusa, sino un acuerdo político y jurídico de facto existente a lo largo de los tiempos de la unión de esos pueblos que un día fue roto intencionadamente por invasores extranjeros";
- Se destacó inadecuadamente la cuestión de las dos Rusias prerrevolucionarias (oficialmente reaccionaria y democrática)
- Falsa referencia del nacionalismo ucraniano al rostro nacional (características) del pueblo ucraniano;
- Motivación inadecuada de la victoria de la revolución socialista en Ucrania;
- Historiografía inadecuadamente destacada de Ucrania;
- Otros.

El 29 de agosto de 1947, el Comité Central del Partido Comunista de Ucrania (bolcheviques) aprobó una declaración "Sobre los errores políticos y el trabajo insatisfactorio del Instituto de Historia de la AS de la URSS". En la declaración, el instituto fue acusado de "graves errores y distorsión áspera", "restos del puntos de vista del nacionalismo de la burguesía ucraniana " en los trabajos de los trabajadores del personal seleccionado, y junto a eso se colocó una "misión de combate", para preparar marxista-leninista "Breve curso de la historia de Ucrania".

## Revista Histórica Ucraniana
La revista Ukrainian Historical Journal (en ucraniano: Український історичний журнал, romanizado: Ukrains'kyi istorychnyi zhurnal) es una publicación semestral del instituto. La revista fue fundada en 1957, y está indexada en las bases de datos bibliográficas America: Historia y vida, Resúmenes Históricos, Base de datos de la Asociación de Lenguas Modernas. 

## Edificio
Además del Instituto de Historia de Ucrania, el edificio alberga otros dos institutos de investigación de la Academia Nacional de Ciencias de Ucrania, el Instituto de Literatura Shevchenko y el Instituto de Lingüística Potebnia.
Durante los acontecimientos de Euromaidán en invierno de 2014, cerca del edificio se levantaron las barricadas de la calle Hrushevsky.

## Directores
- 1936 - 1936 Artashes Saradzhev
- 1936 - 1941 Serhiy Byelousov
- 1942 - 1947 Mykola Petrovskyi, miembro-corresponsal
- 1947 - 1964 Oleksandr Kasymenko.
- 1964 - 1967 Kuzma Dubyna
- 1968 - 1973 Andriy Skaba, académico
- 1973 - 1978 Arnold Shevelev, miembro-corresponsal
- 1978 - 1993 Yuriy Kondufor, académico
- 1993 - actualidad Valeriy Smoliy, académico

## Usos
- Enseñanza superior en Kiev
- Institutos de Ciencias Sociales y Humanidades de la Academia Nacional de Ciencias de Ucrania

- Datos: Q4201535
- Multimedia: Institute of the History of Ukraine / Q4201535